# Запасной 7-й кавалерийский полк
Запасной 7-й кавалерийский полк — запасная кавалерийская воинская часть Русской императорской армии.
Полк входил в число специальных воинских соединений, сформированных для оперативного пополнения и доукомплектования полков действующей армии.

## История
Сформирован 17 (30) июня 1901 года в составе 9-ти эскадронов из кадров 13-15 армейского кавалерийского запаса. Полковой праздник отмечался 9 мая, в день перенесения мощей святого Николая Чудотворца. В качестве полковой церкви служил Покровский собор.
В 1902 году полку был пожалован простой штандарт.
С 1903 года полк дислоцировался в Тамбове. Его основной задачей была выездка лошадей для кавалерийских частей. При нём действовал духовой оркестр, руководителем которого был Н.М. Милой.
Во время Первой Русской Революции 18 июня 1906 года в полке начались волнения, ежедневно проходили митинги, поводом для которых послужил арест солдата, у которого была обнаружена листовка революционного содержания партии РСДРП. Взбунтовавшиеся солдаты под руководством унтер-офицера А. Г. Одинцова разобрали оружие и захватили штаб полка, прервали телеграфное сообщение с Козловом. На подавление восстания были посланы 217-й Крымский и 218-й Борисоглебский пехотные полки, однако они отказались стрелять в восставших. 27 июня в Тамбов из Орла прибыл Можайский пехотный полк, с прибытием которого восставшие сдали оружие. В феврале – марте 1907 г. военный суд осудил 248 участников восстания, из них 21 приговорили к каторжным работам, 132 – к дисциплинарному батальону и заключению в военной тюрьме. Полка из-за этих событий лишили штандарта, но спустя 3 года он был возвращён.
Осенью 1912 года в Тамбове под влиянием начала Первой Балканской войны, на строевом смотре полка был представлен новый патриотический марш "Прощание славянки", написанный штаб-трубачом Василием Агапкиным.
В годы Первой мировой войны полк формировал маршевые эскадроны и готовил пополнения для 15-й Кавалерийской дивизии.

## Командиры полка
- полковник Лысенко Владимир Игнатьевич (01.07.1903 — 26.10.1907);
- полковник Апрелев Павел Павлович (26.10.1907 — 24.01.1914);
- полковник Глонти Михаил Александрович (25.02.1914 — 21.11.1916);
- подполковник Чучмарев Александр Михайлович (15.01.1917 — 11.04.1917);
- подполковник Степанов Константин Александрович (25.05.1917 — 11.09.1917).